# 櫻田大造
櫻田 大造（さくらだ だいぞう、1961年2月 - ）は、日本の政治学者。専門は、国際関係論、カナダ外交（特に戦後のカナダ・アメリカ関係）。
1961年長野県長野市篠ノ井生まれ。1976年長野市立篠ノ井西中学校卒業。1979年長野県屋代高等学校卒業。1983年シアトル大学教養学部政治学科卒業。1984年上智大学外国語学部英語学科卒業。1988年トロント大学大学院政治学研究科修士課程修了。信州短期大学専任講師、徳島大学総合科学部講師・助教授を経て、現在、関西学院大学国際学部国際学科教授（2009年度までは法学部教授）。博士（国際公共政策）（大阪大学・2000年）（学位論文：「カナダ外交政策論の研究-トルドー期を中心に-」）。

## 著書

### 単著
- 『カナダ外交政策論の研究 トルドー期を中心に』彩流社、1999年12月。ISBN 4-88202-549-3。
- 『誰も知らなかった賢い国カナダ』講談社〈講談社+α新書〉、2003年5月。ISBN 978-4-06-272193-6。
- 『カナダ・アメリカ関係史 加米首脳会談1948～2005』明石書店、2006年6月。ISBN 4-7503-2365-9。
- 『「優」をあげたくなる答案・レポートの作成術』講談社〈講談社文庫〉、2008年3月。ISBN 978-4-06-276000-3。
- 『対米交渉のすごい国 カナダ・メキシコ・NZに学ぶ』光文社〈光文社新書〉、2009年6月。ISBN 978-4-334-03510-5。
- 『大学教員 採用・人事のカラクリ』中央公論新社〈中公新書ラクレ〉、2011年11月。ISBN 978-4-12-150401-2。
- 『大学入試 担当教員のぶっちゃけ話』中央公論新社〈中公新書ラクレ〉、2013年9月。ISBN 978-4-12-150467-8。
- 『NORAD 北米航空宇宙防衛司令部』中央公論新社〈関西学院大学研究叢書〉、2015年12月。ISBN 978-4-12-004806-7。
- 『「定年後知的格差」時代の勉強法 人生100年。大学で学び、講師で稼ぐ』中央公論新社〈中公新書ラクレ〉、2021年5月。ISBN 978-4-12-150728-0。

### 共編著
- （伊藤剛）『比較外交政策――イラク戦争への対応外交』（明石書店, 2004年）